# Arrigo della Rocca
Pour les articles homonymes, voir Della Rocca.
Titres
Comte de Corse
1373 – 1401
(28 ans)
Prince souverain de Corse
1399 – 1401
(2 ans)
Lieutenant-général de Corse-Sardaigne
1373 – 1378
(5 ans)
Seigneur de la Rocca
1356 – 1401
(45 ans)
Arrigo della Rocca (Arrigu en corse) est une figure importante de l'histoire médiévale corse et qui fut un acteur dans le projet politique de la Couronne d'Aragon pour l'ile.

## Biographie

### Origine et premières décennies
Arrigo della Rocca est le fils de Guglielmu (mort en 1354), seigneur de la Rocca, petit-fils de Sinucello della Rocca.
Il est otage à Gênes pour garantir la loyauté de son père, ce dernier étant vicaire pour le compte de la république. Il finit par être emprisonné à la suite de la déchéance de Guglielmu. Arrigo profite de la révolte menant à la prise de pouvoir de Simone Boccanegra et du partie populaire en 1356 pour s'échapper de prison.
Retournant en Corse, lui et sa famille subiront comme tous les seigneurs de l'ile la révolte de 1357-1358. Arrigo della Rocca s'oppose alors à la domination génoise en Corse qui en découle.
Il se réfugie en Aragon, sert le roi en Sardaigne avec sa masnada (mesnie) d'éxilés corses en 1364, puis revient dans l'île en 1371 avec une petite armée aragonaise. Par arrangement politique et persuasion auprès des autres seigneurs du "Stato Cinarchese", il prend l'ascendant ; profitant également des déboires de Gênes dans l'ile.
Il se considère comme le lieutenant du « roi d'Aragon, de Corse et de Sardaigne ».
Au cours de l'année 1373, il s'empare du château de Cinarca et prend pied en "Terra del Commune". Les Génois confièrent à Franceschino d'Evisa, l'un des chefs de la rébellion de 1357, la direction d'une petite armée avec pour mission de chasser Arrigo de Corse. Mais Arrigo le fit assassiner et conquit rapidement le reste de l'île à l'exception des deux forteresses génoises de Bonifacio et de Calvi. Grâce à ses succès militaires, au soutiens des seigneurs Cinarchesi et de certains clans (comme la famille Cagionacci), il devient seul maitre de l'île.

### Comte de Corse
Il est acclamé comte de Corse par ses partisans lors de la vedutta qu'il assemble à Biguglia et reçoit la Baccheta, sceptre symbole de son pouvoir. Il est nommé par le Roi d'Aragon Lieutenant-Général des armées de Corse et de Sardaigne.
En 1376, à la suite de machinations de seigneurs du Capi corsu, Arrigo demande l’aide de son roi face à des tentatives génoise de reprendre pied sur l’ile. Le roi Pierre IV ne pouvant le soutenir, lui offre un privilège exceptionnel : une concession et exception de taxe sur le sel de Cagliari.
À la suite de victoires sur la Maona, à qui la république de Gênes avait confiée la conquête et la gestion de l'ile, Arrigo la rejoints et devient son 6ème membre. C'est durant cette période d'association qu'est bâtit entre 1378 et 1383 la tour castral (Bastita) à l'origine de la ville de Bastia.
Arrigo finira par se retourner contre ses associés. Il fait capturer les actionnaires de la Maona et redevient un « fidèle » du roi d'Aragon. Lassée des vicissitudes de la maona en Corse, Gênes reprend en main le projet populaire pour l'ile. En 1393, Arrigo et son fils Anton-Lorenzo doivent fuir à la suite d'une expédition soudaine qu’ils n’ont pas eu le temps de contrecarrer ;

### Chefpopolari
Par lettres patentes du 21 décembre 1393, délivrées par le roi don Juan d'Aragon, il est fait lieutenant général en Corse. Il revient en 1394 en Corse avec sa masnada et des troupes du roi, reprenant le contrôle de toute la Corse, excepté de Calvi, Bonifacio et des seigneuries du Cap.
Chose marquante : Il saisit tous les châteaux de l'île, révoque les fiefs des seigneurs et nomme des gouverneurs pour administrer les provinces Corses. Il se présente comme défenseur du popolo et se proclame "Prince souverain de Corse".

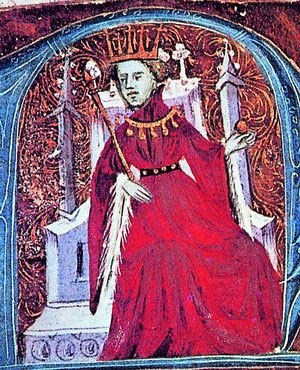
Martin Ier d'Aragon visita la Corse à l'hiver 1397.

Pendant 3 années il dirige l'ile sans événements notables et reçoit la consécration en 1397 : une visite royale de Martin Ier d’Aragon dans l’ile. Le roi débarque dans l'ile et visite plusieurs localité du Stato cinarchese, comme la petite bourgade de Castello Lombardo (future Ajaccio) ; dont il ne reste que le castello et la cathédrale à la suite des conflits avec la maona.
Le roi Martin Ier d’Aragon offre largesse et honneur à Arrigo : la confirmation de l’absence de taxe sur la vente du sel de Cagliari, son droit de recevoir les hommages des locaux pour le compte du roi et le statut de corsaire. Cela fait de lui le représentant direct de la couronne dans l'ile.
Au fait de cette visite, la République de Gênes organise une invasion cette même année, mais est repoussée à Biguglia par le Comte. Une nouvelle tentative en 1398 réussi à lui arracher le contrôle sur le Cismonte (Terra delle Comune). Il prépare la reconquête du nord, mais une épidémie de « Peste » sévit dans l’ile et le rassemblement des forces relances la contagion de la maladie.
Il meurt en juin 1401 à Castello-di-Rostino, lors d'une épidémie qui frappe la Corse, ou empoisonné selon certaines sources. À sa mort, ses réformes ambitieuses se délitent et les seigneurs reprennent possession de leurs châteaux et de leurs terres.

### Postérité
Le comte n'a pas laissé d'héritier légitime, suite de la mort d'Anton Lorenzo en Catalogne, seul subsistant son fils bâtard Francesco della Rocca. Ce dernier, malgré sa qualité de châtelain de Cinarca, n'arrive pas à s'imposer face aux autres seigneurs qui récupèrent leurs seigneuries. Francesco finit par se rallier au gouverneur génois de Biguglia, qui le nommera vicaire en Cinarca.
Seul son neveu Vincentello d'Istria restera alors fidèle à la Couronne d'Aragon.

## Armes et blason
Dans ses armoiries et sur ses bannières, Arrigo della Rocca affiche "Un acel griffone su l’arma d’Aragona" (un oiseau Griffon au Armes d’Aragon de chef),.
Le choix du griffon est soumis à hypothèse, :
- Gênes (le griffon) soumise par la Couronne d'Aragon (armoirie au chef) ;
- Evocation du rôle de gardien terrible, dans les bestiaire médiévaux, du griffon ;
- Un ordre de chevalerie aragonais ayant eu le griffon comme symbole, potentiellement l'Orden de la Terraza.